# Spizellomycetales
Spizellomycetales es un orden de hongos quitridios de la división Chytridiomycota que contiene 3 familias y 12 géneros.
Los miembros de este orden son hongos unicelulares saprofitos de polen y también algunos son parásitos de plantas, nematodos, insectos y hongos micorricicos. Pueden encontrarse en una amplia gama de hábitats como en estiércoles y ambientes alpinos, a diferencia de otros grupos de hongos. La reproducción es asexual y se realiza por zoosporas.

## Taxonomía
A continuación se listan las Familias, los géneros y sus autores de descripción:
- Familia Caulochytriaceae Subramanian 1974
  - Género Caulochytrium Voos & Olive 1968
- Familia Powellomycetaceae Simmons 2011
  - Género Fimicolochytrium  Simmons & Longcore 2012 
  - Género Geranomyces D.R. Simmons 2011[3]
  - Género Powellomyces Longcore, D.J.S. Barr & Désauln. 1995
  - Género Thoreauomyces  Simmons & Longcore 2012
- Familia Spizellomycetaceae Barr 1980
  - Género Brevicalcar Letcher & M.J. Powell 2017 
  - Género Bulbomyces Letcher & M.J. Powell 2017 
  - Género Gaertneriomyces D.J.S. Barr 1980
  - Género Gallinipes Letcher & M.J. Powell 2017 
  - Género Kochiomyces D.J.S. Barr 1980[5]
  - Género Spizellomyces D.J.S. Barr 1980
  - Género Triparticalcar D.J.S. Barr 1980